# 聶友
聶 友（じょう ゆう、生没年不詳）は、中国三国時代の呉の人物。字は文悌。揚州豫章郡新淦県の人。『三国志』諸葛恪伝注に引く『呉録』に略伝がある。

## 経歴
聶友には弁舌の才があり、若くして県吏となった。
虞翻が交州に配流された時に、聶友は虞翻を見送った。この時、虞翻は聶友と語り合い、聶友の才能を高く評価した。虞翻は豫章太守の謝斐に手紙を送り、聶友を功曹に用いるように勧めた。謝斐は先任の功曹を説得して職を譲ってもらい、聶友を功曹に用いた。
使者として都の建業に至った際に、諸葛恪は彼を友人としての交わりを結んだ。当時の世評では、顧譚と顧承が優れた人物として双璧をなしていたが、諸葛恪が聶友に二人と並んだ位置を占めさせようとした事から、聶友は広くその名を知られるようになった。
後に将軍となり、赤烏5年（242年）に諸葛恪の推薦で珠崖太守となり、陸凱に随って儋耳遠征の任を受けた。遠征の成果については記載がない。帰還後に丹陽太守に任ぜられた。
建興2年（253年）、権力を握った諸葛恪は魏への遠征を目論んだ。聶友はその無謀を諫めたが聞き入れられなかった。結局、諸葛恪は遠征の失敗により権勢を失い孫峻に殺害され、孫峻は聶友を忌み嫌い鬱林太守に左遷しようと欲した。これにより、聶友は病を発して憂死した。享年33。